# Сафронов, Фёдор Петрович
Фёдор Петрович Сафронов (1916—1967) — наводчик миномёта 16-й тяжёлой миномётной бригады 1-й гвардейской артиллерийской Глуховской дивизии прорыва РГК 13-й армии 1-го Украинского фронта, младший сержант. Герой Советского Союза.

## Биография
Родился 4 (17) мая 1916 года в деревне Переложниково (ныне — в Селивановском районе Владимирской области) в семье крестьянина. Русский. Член ВКП(б) с 1945 года. Образование начальное. Работал на заводе в городе Иваново.
В Красной Армии и на фронте с 1941 года. Сражался в минометных частях, отлично овладел вверенным оружием. Не раз проводил в качестве инструктора дивизионные курсы для молодых минометчиков. Награждён медалью «За боевые заслуги». В 1943 году был ранен, и после госпиталя направлен во вновь формируемую 16-ю тяжелую минометную бригаду. Около двух месяцев шло изучение нового оружия — 160-мм миномета, Сафронов стал одним из лучших наводчиков в дивизионе. Особо отличился в боях при форсировании реки Одер.
В начале февраля 1945 года при переправе через реку в районе города Штейнау понтонный мост был разрушен артиллерией противника. Командир расчета был ранен, а сам миномет затонул у самого вражеского берега. Младший сержант Сафронов заменил выбывшего из строя командира, организовал спасение оружия и боеприпасов из ледяной речной воды. Минометчики, оставшись одни на занятом противником берегу, в течение дня отразили несколько вражеских контратак. Метким огнём наводчик Сафронов нанёс врагу значительный урон в живой силе. Своими действиями обеспечил восстановление переправы для других подразделений. За этот бой младший сержант Сафронов был представлен к геройскому званию. О высокой награде он узнал уже на подступах к Берлину.
Указом Президиума Верховного Совета СССР от 10 апреля 1945 года за образцовое выполнение заданий командования и проявленные мужество и героизм в боях с немецко-фашистскими захватчиками младшему сержанту Сафронову Фёдору Петровичу присвоено звание Героя Советского Союза с вручением ордена Ленина и медали «Золотая Звезда».
В 1945 году Ф. П. Сафронов был демобилизован. Вернулся в Ивановскую область. Жил в деревне Захарино Фурмановского района. Умер 19 февраля 1967 года. Похоронен в городе Фурманов, в секторе воинских захоронений городского кладбища.
Награждён орденами Ленина, Славы 3-й степени, медалями.

## Память
В посёлке Красная Горбатка установлен мемориал в честь Героев Советского Союза, на котором выбито его имя.